# Union Bank of India
Union Bank of India est une banque dont le siège social est situé à Bombay en Inde. Elle est créée en 1919. Elle est détenue par l'état indien depuis sa nationalisation en 1969.

## Histoire
En 2008, l'Union Bank s'associe à Bank of India et Dai-ichi Life pour lancer la marque Star Union Dai-chi qui propose des solutions d'assurance vie.
En août 2019, le gouvernement indien annonce la fusion d'Union Bank of India avec Andhra Bank et Corporation Bank, fusion qui prend effet en avril 2020 en créant un ensemble de 9 500 agences et 13 500 distributeurs automatiques.

## Amendes et controverses
En avril 2017, la banque est victime d'une cyber-attaque déployée via l'ouverture de la pièce jointe d'un email, qui permet aux fraudeurs d'envoyer des ordres de virement de plusieurs millions de dollars. En juillet 2017, la banque de réserve de l'Inde inflige une amende à l'Union Bank pour non-respect du principe KYO (Know Your Customer) et pour avoir autorisé de trop nombreux retraits d'argent importants.
En février 2018, l'action de l'Union Bank chute de 8,5 % à la suite d'une opération de fraude à la bourse de grande envergure,. En septembre 2018, l'Union Bank intente un procès contre l'homme d'affaires fugitif Nirav Modi (en) pour avoir contracté deux emprunts auprès de la banque dans le cadre de son arnaque financière à grande échelle.
En février 2019, la banque de réserve de l'Inde inflige une nouvelle amende de 1 million de roupies à l'Union Bank pour des manques constatés vis-à-vis du respect des normes en vigueur dans le secteur. En avril 2019, Union Bank cède sa participation de 25 % détenue dans Star Union Dai-chi.